# Gustaf Molander
Gustaf Harald August Molander, né le 18 novembre 1888 à Helsinki et mort le 19 juin 1973 à Stockholm, est un réalisateur et scénariste suédois.

## Biographie
Gustaf Molander est né à Helsingfors (aujourd'hui Helsinki) dans le grand-duché de Finlande (appartenant à l'Empire russe), où son père travaillait au Théâtre suédois. Il fait ses études à l'Académie royale d'art dramatique de Stockholm (1907-1909), joue au théâtre suédois de Helsingfors (1909-1913), puis à l'Académie royale d'art dramatique (1913-1926). Les dernières années, il dirige l'Académie : Greta Garbo fut une de ses élèves. Contrairement à ses contemporains Victor Sjöström et Mauritz Stiller qui émigrèrent aux États-Unis, Molander demeure fidèle au cinéma suédois. Il travaille d'une façon régulière avec le plus grand acteur suédois de l'époque, Gösta Ekman, interprète aux côtés d'Ingrid Bergman, jeune débutante, d'Intermezzo (1936). À travers deux films,  Rid i natt! (1942), d'après un roman de Vilhelm Moberg, et La Parole (1943), adaptation d'une œuvre théâtrale de Kaj Munk, que Carl Theodor Dreyer portera, à son tour, à l'écran en 1954, Molander condamna avec courage et fermeté le totalitarisme nazi. Après la Seconde Guerre mondiale, il collabora de façon intime avec Ingmar Bergman, qui lui écrivit les scénarios de La Femme sans visage (1947), Sensualité (1948) et Frånskild (1951).
Gustaf Molander est mort en 1973 et est enterré au cimetière du Nord de Solna, près de Stockholm.

## Filmographie

### Comme réalisateur
- 1920 : Bodakungen (+ scénariste)
- 1922 : Thomas Graals myndling (+ scénariste)
- 1922 : Amatörfilmen
- 1923 : Les Pirates du lac Mälar (Mälarpirater) (+ scénariste)
- 1924 : 33.333 (+ scénariste)
- 1925 : Polis Paulus' påskasmäll
- 1925 : Les Maudits (Ingmarsarvet) (+ scénariste)
- 1926 : Tu l'épouseras (Hon, den enda)
- 1926 : Vers l'Orient (Till österland) (+ scénariste)
- 1927 : Hans engelska fru
- 1927 : Lèvres closes (Förseglade läppar)
- 1928 : Synd
- 1928 : La Clef d'argent (Parisiskor)
- 1929 : Hjärtats triumf
- 1930 : Fridas visor
- 1930 : Charlotte Löwensköld
- 1931 : En natt
- 1932 : Svarta rosor
- 1932 : Kärlek och kassabrist
- 1932 : Vi som går köksvägen (+ scénariste)
- 1933 : Chère Famille (Kära släkten) (+ scénariste)
- 1934 : Fasters millioner
- 1934 : En Stilla flirt
- 1935 : Ungkarlspappan (+ scénariste)
- 1935 : Swedenhielms (+ scénariste)
- 1935 : Under falsk flagg
- 1936 : Intermezzo (+ scénariste)
- 1936 : På Solsidan
- 1936 : Bröllopsresan
- 1936 : Familjens hemlighet
- 1937 : Sara lär sig folkvett
- 1938 : Dollar
- 1938 : Visage de femme (En kvinnas ansikte)
- 1939 : Une seule nuit (En enda natt)
- 1939 : Ombyte förnöjer
- 1939 : Emilie Högquist (+ scénariste)
- 1940 : En, men ett lejon! (+ scénariste)
- 1941 : Den ljusnande framtid (+ scénariste)
- 1941 : I natt – eller aldrig (+ scénariste)
- 1941 : Striden går vidare (+ scénariste)
- 1942 : Jacobs stege (+ scénariste)
- 1942 : Rid i natt! (+ scénariste)
- 1943 : Det brinner en eld (+ scénariste)
- 1943 : Älskling, jag ger mig (+ scénariste)
- 1943 : La Parole (Ordet)
- 1944 : Osynliga muren, Den
- 1944 : L'Empereur du Portugal (Kejsarn av Portugallien)
- 1945 : Galgmannen
- 1946 : Det är min modell
- 1947 : La Femme sans visage (Kvinna utan ansikte) (+ scénariste)
- 1948 : Nu börjar livet (+ scénariste)
- 1948 : Sensualité (Eva) (+ scénariste)
- 1949 : Kärleken segrar (+ scénariste)
- 1950 : Fästmö uthyres
- 1950 : Kvartetten som sprängdes (+ scénariste)
- 1951 : Frånskild
- 1952 : Trots
- 1952 : Kärlek (+ scénariste)
- 1953 : Glasberget (+ scénariste)
- 1954 : Herr Arnes penningar (+ scénariste)
- 1955 : Enhörningen
- 1956 : Sången om den eldröda blomman
- 1967 : Stimulantia

### Comme scénariste (sans réalisation)
- 1916 : Millers dokument de Konrad Tallroth
- 1917 : Terje Vigen de Victor Sjöström
- 1917 : Le Meilleur film de Thomas Graal (Thomas Graals bästa film) de Mauritz Stiller
- 1918 : Leur premier né (Thomas Graals bästa barn) de Mauritz Stiller
- 1919 : Le Chant de la fleur écarlate (Sången om den eldröda blomman) de Mauritz Stiller
- 1919 : Le Trésor d'Arne (Herr Arnes pengar) de Mauritz Stiller
- 1920 : Vers le bonheur (Erotikon) de Mauritz Stiller
- 1933 : Chère Famille (Kära släkten)
- 1940 : Kyökin puolella de Risto Orko
- 1968 : Farbror Blås nya båt de Mille Schmidt